# نام مبدأ حفاظت‌شده

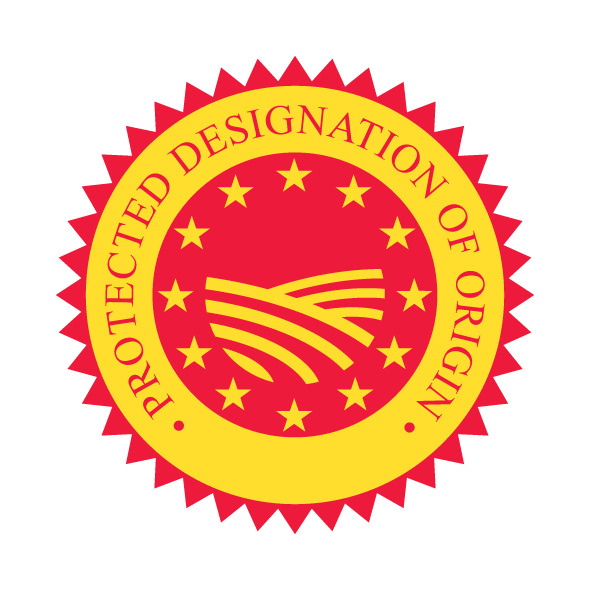
لوگوی نام مبدأ حفاظت‌شده در اتحادیه اروپا

نام مبدأ حفاظت‌شده (انگلیسی: Protected designation of origin) یکی از انواع نشان‌های جغرافیایی اتحادیه اروپا با هدف حفظ نام مبدأ جغرافیایی محصولات مرتبط با مواد غذایی است. این انتصاب در سال ۱۹۹۲ ایجاد شد و هدف اصلی آن تعیین محصولاتی است که در یک منطقه جغرافیایی خاص با استفاده از دانش شناخته شده تولیدکنندگان محلی و مواد تشکیل دهنده منطقه مورد نظر تولید، پردازش و توسعه یافته‌اند.
از اول آوریل ۲۰۱۹، پایگاه داده آنلاین eAmbrosia توسط کمیسیون اروپا راه اندازی شد که اطلاعاتی را در مورد شراب‌ها، نوشیدنی‌های الکلی تقطیری و مواد غذایی محافظت شده در اتحادیه اروپا فهرست می‌کند و در ۳۱ دسامبر ۲۰۱۹ جایگزین سه پایگاه داده مختلف پیشین، یعنی E-SPIRIT-DRINKS, DOOR و E-BACCHUS شد.